# Fort d'Aubervilliers (metropolitana di Parigi)
Fort d'Aubervilliers è una stazione della linea 7, e in futuro anche della 15, della metropolitana di Parigi.
Si trova nel comune di Aubervilliers.

## La stazione
La stazione è stata aperta nel 1979.
Il Fort d'Aubervilliers fasceva parte di 16 fortezze della "première ceinture de défense de Paris", edificata verso il 1840.

## Corrispondenze
- Bus RATP: 134, 152, 173, 234, 250, 330.
- Noctilien: N42.